# Phlegmariurus cryptomerianus
Phlegmariurus cryptomerianus là một loài thực vật có mạch trong Họ Thạch tùng. Loài này được (Maxim.) Ching miêu tả khoa học đầu tiên năm 1999.